# Евгения (растение)
Евгения, или Эвгения (лат. Eugenia), — род растений семейства Миртовые (Myrtaceae), включающий в себя более 1000 видов. 
Род назван в честь полководца Евгения Савойского. 
Деревья или кустарники с черешковыми супротивно посаженными листьями. Плоды — ягоды.
Виды распространены в субтропических и тропических областях планеты, подавляющее большинство — в тропиках Американского континента. Особенно много их произрастает в Северных Андах, в Карибском бассейне и в прибрежных лесах Восточной Бразилии. Небольшая часть представителей рода распространены на Мадагаскаре и в Новой Каледонии. Виды Евгении — вечнозелёные деревья и кустарники.
Некоторые виды Евгении культивируются как декоративные растения ради их привлекательной глянцевой листвы. Несколько видов культивируются ради съедобных плодов, которые употребляют в свежем виде или используют для приготовления джемов и желе.

## Таксономия
Eugenia P.Micheli ex L., 1753, Species plantarum 1: 470.
|  |                                                                              |                      |                      |                      |                                                                              |                      |                      |                      |                                                                            |                      |                      |  | |  |  |  |
|  | отдел Цветковые, или Покрытосеменные (классификация согласно Системе APG II) |                      |                      |                      |                                                                              |                      |                      |                      |                                                                            |                      |                      |  | |  |  |  |
|  |                                                                              |                      |                      |                      |                                                                              |                      |                      |                      |                                                                            |                      |                      |  | |  |  |  |
|  | порядок Миртоцветные                                                         | порядок Миртоцветные | порядок Миртоцветные | порядок Миртоцветные | порядок Миртоцветные                                                         | порядок Миртоцветные | порядок Миртоцветные | порядок Миртоцветные | порядок Миртоцветные                                                       | порядок Миртоцветные | порядок Миртоцветные |  | ещё 44 порядка цветковых растений, из которых к миртоцветным наиболее близки порядки Гераниецветные и Кроссосомоцветные |  |  |  |
|  |                                                                              |                      |                      |                      |                                                                              |                      |                      |                      |                                                                            |                      |                      |  | ещё 44 порядка цветковых растений, из которых к миртоцветным наиболее близки порядки Гераниецветные и Кроссосомоцветные |  |  |  |
|  | семейство Миртовые                                                           | семейство Миртовые   | семейство Миртовые   | семейство Миртовые   | семейство Миртовые                                                           | семейство Миртовые   | семейство Миртовые   |                      | ещё тринадцать семейств, в том числе Дербенниковые, Кипрейные, Комбретовые |                      |                      |  | ещё 44 порядка цветковых растений, из которых к миртоцветным наиболее близки порядки Гераниецветные и Кроссосомоцветные |  |  |  |
|  |                                                                              |                      |                      |                      |                                                                              |                      |                      |                      | ещё тринадцать семейств, в том числе Дербенниковые, Кипрейные, Комбретовые |                      |                      |  | ещё 44 порядка цветковых растений, из которых к миртоцветным наиболее близки порядки Гераниецветные и Кроссосомоцветные |  |  |  |
|  | род Евгения                                                                  | род Евгения          | род Евгения          |                      | ещё около 130 родов, в том числе Акмена, Мирт, Мирциария, Сизигиум, Эвкалипт |                      |                      |                      | ещё тринадцать семейств, в том числе Дербенниковые, Кипрейные, Комбретовые |                      |                      |  | ещё 44 порядка цветковых растений, из которых к миртоцветным наиболее близки порядки Гераниецветные и Кроссосомоцветные |  |  |  |
|  |                                                                              |                      |                      |                      | ещё около 130 родов, в том числе Акмена, Мирт, Мирциария, Сизигиум, Эвкалипт |                      |                      |                      | ещё тринадцать семейств, в том числе Дербенниковые, Кипрейные, Комбретовые |                      |                      |  | ещё 44 порядка цветковых растений, из которых к миртоцветным наиболее близки порядки Гераниецветные и Кроссосомоцветные |  |  |  |
|  | около 1000 видов                                                             |                      |                      |                      | ещё около 130 родов, в том числе Акмена, Мирт, Мирциария, Сизигиум, Эвкалипт |                      |                      |                      | ещё тринадцать семейств, в том числе Дербенниковые, Кипрейные, Комбретовые |                      |                      |  | ещё 44 порядка цветковых растений, из которых к миртоцветным наиболее близки порядки Гераниецветные и Кроссосомоцветные |  |  |  |
|  |                                                                              |                      |                      |                      | ещё около 130 родов, в том числе Акмена, Мирт, Мирциария, Сизигиум, Эвкалипт |                      |                      |                      | ещё тринадцать семейств, в том числе Дербенниковые, Кипрейные, Комбретовые |                      |                      |  | ещё 44 порядка цветковых растений, из которых к миртоцветным наиболее близки порядки Гераниецветные и Кроссосомоцветные |  |  |  |
|  |                                                                              |                      |                      |                      |                                                                              |                      |                      |                      | ещё тринадцать семейств, в том числе Дербенниковые, Кипрейные, Комбретовые |                      |                      |  | ещё 44 порядка цветковых растений, из которых к миртоцветным наиболее близки порядки Гераниецветные и Кроссосомоцветные |  |  |  |
|  |                                                                              |                      |                      |                      |                                                                              |                      |                      |                      |                                                                            |                      |                      |  | ещё 44 порядка цветковых растений, из которых к миртоцветным наиболее близки порядки Гераниецветные и Кроссосомоцветные |  |  |  |
|  |                                                                              |                      |                      |                      |                                                                              |                      |                      |                      |                                                                            |                      |                      |  | |  |  |  |
|  |                                                                              |                      |                      |                      |                                                                              |                      |                      |                      |                                                                            |                      |                      |  | |  |  |  |

### Синонимы
- Catinga Aubl.
- Chloromyrtus Pierre
- Emurtia Raf.
- Episyzygium Suess. & A.Ludw.
- Epleienda Raf.
- Eplejenda Post & Kuntze
- Greggia Sol. ex Gaertn.
- Jossinia Comm. ex DC.
- Meteoromyrtus Gamble
- Monimiastrum J.Guého & A.J.Scott
- Myrcialeucus Rojas Acosta
- Phyllocalyx O.Berg
- Pilothecium (Kiaersk.) Kausel
- Pseudeugenia D.Legrand & Mattos
- Pseudomyrcianthes Kausel
- Psidiastrum Bello
- Stenocalyx O.Berg

### Виды
По информации базы данных The Plant List, род включает 1058 видов. Некоторые из них:
- Eugenia brasiliensis — Грумичама
- Eugenia luschnathiana — Питомба
- Eugenia stipitata — Араза
- Eugenia uniflora typus[1] — Суринамская вишня

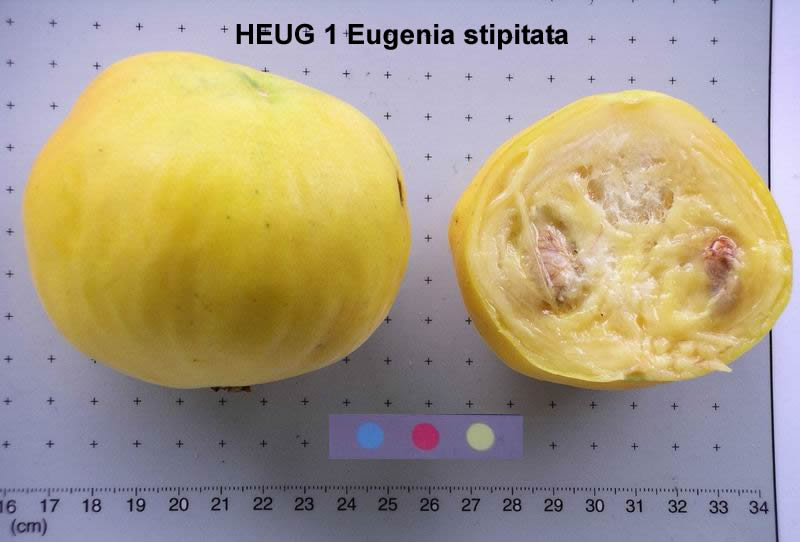
Араза
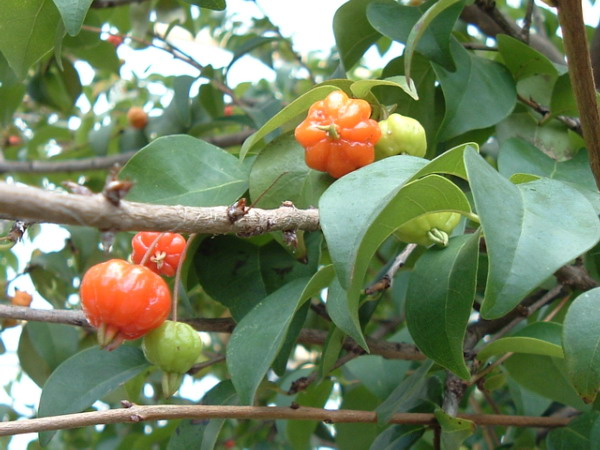
Суринамская вишня
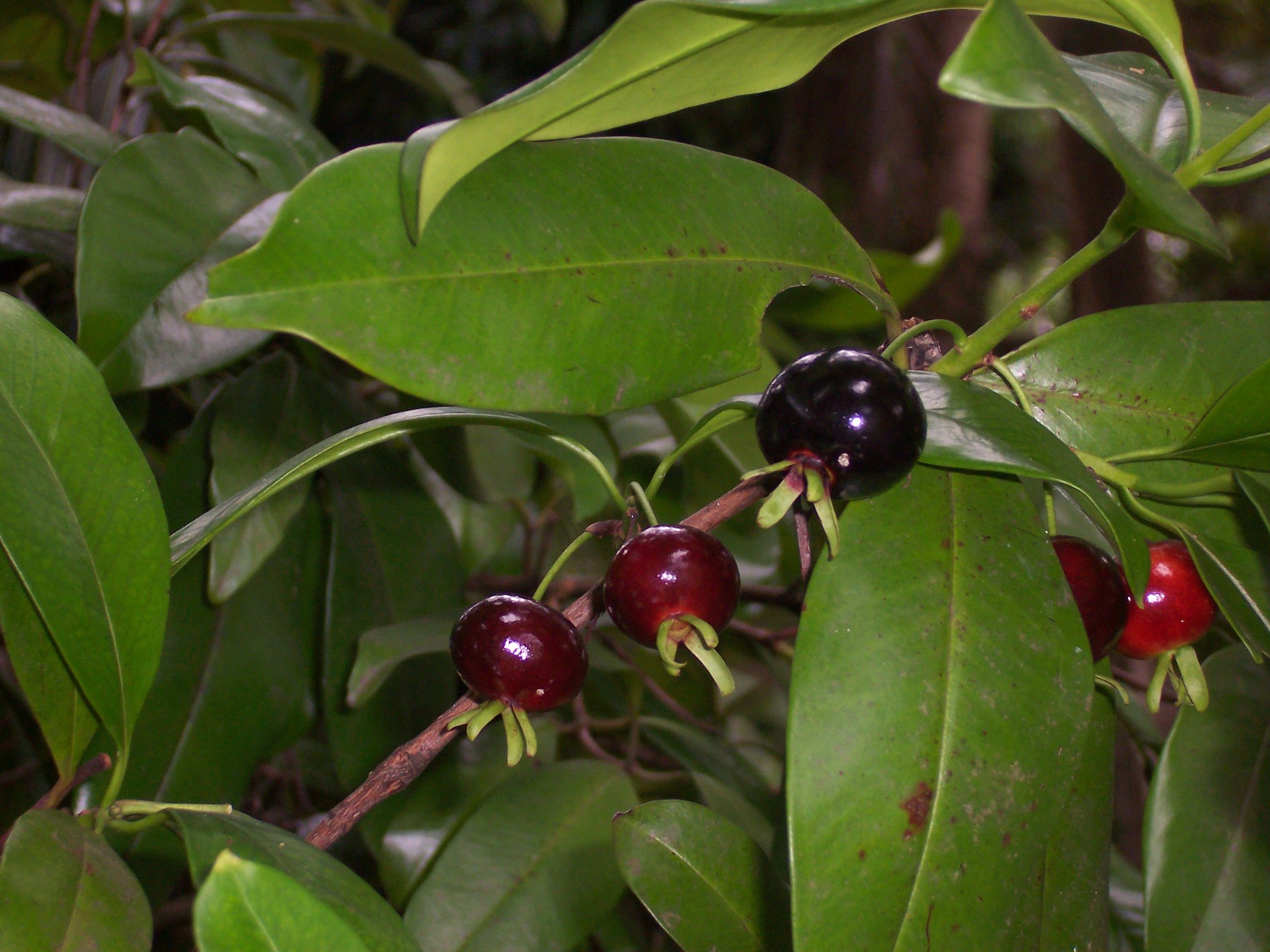
Грумичама